# دلتا ۳

دلتا ۳ (به انگلیسی: Delta III) یکی از موشک های بازنشسته مورد استفاده ناسا است.
این پرتابگر ساخت شرکت بوئینگ در سال ۱۹۹۸ است و توسط دلتا ۴ جانشین گردید.